# Título de Especialización Didáctica
El Título de Especialización Didáctica (TED) de España permite a los titulados universitarios ser profesor de la Enseñanza Secundaria, la Formación Profesional de grado superior y la educación especial. 
En el curso 2006/07 el CAP no llegó a ser sustituido por el TED tal y como estaba previsto en la LOCE (2002) debido a que, tras el cambio de Gobierno en 2004, el PSOE paralizó esta reforma. Con la aprobación de la LOE (2006), quedó en el aire la regulación de la nueva formación pedagógica y didáctica que sería adoptada para sustituir al CAP. Actualmente, con la aprobación de la LOMCE (2013), la titulación pasó a ser el Máster en Profesorado de Enseñanza Secundaria Obligatoria y Bachillerato, Formación Profesional y Enseñanzas de Idiomas.